# Fears of a Clown
«Fears of a Clown» (укр. «Страхи клоуна») — чотирнадцята серія двадцять дев'ятого сезону мультсеріалу «Сімпсони», прем'єра якої відбулась 1 квітня 2018 року у США на телеканалі «Fox».

## Сюжет
Директор Скіннер говорить завгоспу Віллі, що планує піти у відставку, але Мартін Принс все ж відкриває секрет всій школі. Під час відправки Скіннер вибирає Барта Сімпсона (який спробував вистрілити йому в голову каменем), щоб востаннє попрощатися. Однак, з'ясовується, що вихід на пенсію був всього лише хитрощами, щоб Скіннер, нарешті, помстився Барту після багатьох років його жартів.
Відчуваючи збентеження і злість, Барт вирішує розіграти весь персонал школи, приклеюючи на обличчя Скіннера і співробітників пластикові маски клоуна Красті. На жаль, це викликає у жителів Спрінґфілда страх перед клоунами, а також призводить до того, що Красті втрачає свої комедійні здібності.
Зрештою, Красті перестає бути комедійним персонажем і навіть втрачає клоунську зовнішність і грим. Ліса переконує Красті перевтілитися у серйозного актора. Він бере участь у пародійній версії «Смерті комівояжера» під назвою «Халепа комівояжера» (англ. «The Salesman’s Bad Day»), написаній Ллевелін Сінклером.
Тим часом Барт знаходиться в суді і повинен був звільниться згідно з принципом «хлопці — на те і хлопці». Однак, Мардж заперечує і каже судді Дауду, що те, що зробив Барт, було жахливим, і у нього є реальна проблема з витівками. В результаті, суддя Дауд карає Барта і він майже на місяць відправляється у реабілітаційний центр.
Красті не вдається грати, але Сінклер мотивує його, змушуючи Красті стати серйозним актором. Однак, особистість клоуна з'являється в його голові, кажучи йому, що він — все ще клоун і нічого більше…
Під час сеансу психолога коли Барт ставить цвяхи на стілець доктора, той переконує Мардж увійти і сісти на стілець. Це змушує Барта припинити розіграш і завершивши один крок свого лікування.
Після звільнення Барт йде, щоб вибачитися перед людьми, яких він розігрував. Однак, з підтримкою Віллі, Барт планує зробити останній жарт, влаштувавши фальшиве вибачення у спортивному залі, де над натовпом знаходиться сітка, наповнена водяними кульками. Однак, коли він у натовпі бачить Мардж, він намагається сказати людям втекти, але занадто пізно… Вага водяних куль розбиває сітку і обливає натовп водою. Мардж, нарешті, розуміє, що «хлопці — на те і хлопці», кажучи що «бути мамою — жах». Гомер знову ж повторює принцип про хлопців, що змушує Мардж злитися на нього…
У ніч прем'єри вистави Красті досі переслідує його колишня особистість клоуна. Під час вистави, коли Красті намагався заспокоїти голос у своєму розумі, він змушує глядачів сміятися. Він розуміє, що він — не серйозний актор, а клоун, і починає робити комедійні витівки.
У фінальній сцені на п'єсі, де грав Красті, пізніше з'являються привиди Красті-клоуна, Артура Міллера, Хайма Крастовскі і Вільяма Шекспіра.

## Виробництво
Написи на рекламному щиті і на дошці в заставці є відсиланням до того, що серія вийшла у неділю, 1 квітня — в День сміху, а також в день Великодня за григоріанським календарем 2018 року.

## Ставлення критиків і глядачів
Під час прем'єри серію переглянули 2,06 млн осіб з рейтингом 0.9, що зробило її найпопулярнішим шоу на каналі «Fox» тієї ночі, однак найменш популярною серією 29 сезону і загалом на той час.
Денніс Перкінс з «The A.V. Club» дав серії оцінку C-, сказавши:
|  | Серія не дуже хороша. Також вона не погана. Разом з тим, вона не має відношення до порожнистого відлуння минулих епізодів, які дійсно запам'яталися… |

Згідно з голосуванням на сайті The NoHomers Club більшість фанатів оцінили серію на 3/5 з такою самою середньою оцінкою.